# Sandra Böhmwalder
Sandra Böhmwalder (* 28. April 1977 in Hartberg, Steiermark) ist eine österreichische Politikerin der ÖVP.

## Leben
Ihre Grundschulausbildung erhielt Sandra Böhmwalder im Gölsental, dann erlernte sie den Beruf der Bürokauffrau bei ihrer Lehrstelle in St. Veit an der Gölsen und in der Berufsschule in Wiener Neustadt. Nach der Facharbeiterprüfung arbeitete sie bei verschiedenen Firmen in Niederösterreich und legte beim WIFI St. Pölten die Berufsreifeprüfung ab.
Im Jahr 2017 wurde sie Bezirksgeschäftsführerin der Volkspartei Niederösterreich und bekleidete daneben mehrere politische Funktionen, wie Bezirksleiterin von „Wir Niederösterreichinnen Lilienfeld“, Bezirksparteiobfrau der ÖVP Lilienfeld sowie Mitglied des Gemeinderates der Stadtgemeinde Hainfeld.
Bei den Landtagswahlen 2023 in Niederösterreich erhielt sie 1925 Vorzugsstimmen und errang damit als erste einen Platz für ein niederösterreichisches VP-Bundesratsmandat. Im Bundesrat ist sie in mehreren Ausschüssen tätig und auch Schriftführerin des Geschäftsordnungsausschusses.
Im April 2025 folgte ihr Karl Weber als ÖVP-Bezirksparteiobmann im Bezirk Lilienfeld nach, der im Mai 2025 für sie auch im Bundesrat nachrückte.